# Hinter feindlichen Linien
Hinter feindlichen Linien ist ein US-amerikanischer Kriegsfilm aus dem Jahre 1962 von Denis Sanders, der im Koreakrieg spielt. Die deutsche Erstaufführung fand am 6. April 1962 statt. In den USA kam er erst im Mai des gleichen Jahres in die Kinos.

## Handlung
Gegen Ende des Koreakrieges liegen sich Amerikaner und Rotchinesen im Stellungskrieg gegenüber. Jede Nacht schleicht sich der Soldat Raymond Endore hinter die feindlichen Linien und tötet mit seinem Dolch einen chinesischen Soldaten. Danach führt er einen indianischen Kriegstanz über der Leiche seines Feindes auf. Endore ist in seinem Zug ein Einzelgänger. Nur mit dem achtjährigen koreanischen Waisenjungen Charlie verbindet ihn eine Art Freundschaft. 
Der Neuzugang Ray Loomis bemerkt den Einfluss, den Endore auf den Jungen ausübt. Zwischen Loomis und Endore beginnt ein Kampf um Charlie. Als der Befehl zur Feuereinstellung die Truppe erreicht, atmen die Soldaten erleichtert auf. Endore jedoch setzt seinen nächtlichen Privatfeldzug fort, was Loomis mitbekommt. Loomis unterrichtet den Kompaniechef, Captain Pratt. Die beiden machen sich auf die Suche nach Endore. Sie finden ihn in einem Erdloch, zusammen mit Charlie. Endore greift Pratt und Loomis mit seinem Dolch an. Pratt hat keine andere Wahl und erschießt Endore in Notwehr. Charlie sieht Endores Leiche und flieht ins Niemandsland.

## Kritiken
Das Lexikon des internationalen Films beschreibt den Film als „unsensationeller, anfangs durch seinen fast dokumentarischen Anstrich interessanter Kriegsfilm jenseits der üblichen Schemata, der jedoch inszenatorisch zunehmend schwächer wird und das Bild des Psychopathen weder zu vertiefen noch überzeugend einzuordenen vermag.“
Die Zeitschrift Cinema bezeichnet den Film als „unaufwändiges, verstörendes Frontdrama“ und zieht das Fazit „Kleiner, bemühter Film – historisch interessant.“
Bosley Crowther von der New York Times nannte den Film im Erscheinungsjahr „einen der urtypischsten und quälendsten Kriegsfilme der letzten Jahre.“
Die Londoner TimeOut bemängelt einerseits die einfältige Prämisse des Films, Psychopathen gäben oft die besten Soldaten ab, lobt jedoch andererseits, dass er überzeugend besetzt sei.

## Auszeichnungen
1962 wurde der Film auf dem Internationalen Filmfestival in Locarno mit dem Silbernen Segel ausgezeichnet. 1964 wurde er von der British Film Academy für den United Nations Award nominiert.

## Hintergrund
Robert Redford und Charles Aidman spielen hier das jeweils zweite Mal in einem Kinofilm mit. Für Tom Skerritt war es das Filmdebüt, für Sydney Pollack das Debüt auf der Kinoleinwand. In einer Kleinrolle als Lkw-Fahrer ist der spätere Regisseur Francis Ford Coppola zu sehen. 
Der Film, der ein geschätztes Budget von ca. 300.000 US-Dollar hatte, wurde im Topanga Canyon in Kalifornien gedreht.